# Birgit Brudel
Birgit Brudel (ur. 3 listopada 1961) – niemiecka lekkoatletka specjalizująca się w biegach średniodystansowych. W czasie swojej kariery reprezentowała Niemiecką Republikę Demokratyczną.
Największy sukces w karierze odniosła w 1979 r. podczas rozegranych w Bydgoszczy mistrzostw Europy juniorek, zdobywając srebrny medal w biegu na 800 metrów.